# دراسینا
دراسینا (به پرتغالی: Dracena) یک شهر در برزیل است که در ایالت سائو پائولو واقع شده‌است.

## خصوصیات
دراسینا  ۴۵٬۸۴۷ نفر جمعیت دارد و در ارتفاع ۴۲۱ متری از سطح دریا قرار دارد.